# Conus alconnelli
Espèce
Statut de conservation UICN

 LC  : Préoccupation mineure
Conus alconnelli est une espèce de mollusques gastéropodes marins de la famille des Conidae.
Comme toutes les espèces du genre Conus, ces escargots sont prédateurs et venimeux. Ils sont capables de « piquer » les humains et doivent donc être manipulés avec précaution, voire pas du tout.

## Description
La taille de la coquille varie entre 27,5 mm et 90 mm.

## Distribution
Cette espèce est présente dans l'océan Indien depuis l'Afrique du Sud-Est et Madagascar jusqu'à Oman ; et au large des Mascareignes et du nord du Transkei, en Afrique du Sud.

### Niveau de risque d’extinction de l’espèce
Selon l'analyse de l'UICN réalisée en 2011 pour la définition du niveau de risque d'extinction, cette espèce est endémique de l'Afrique du Sud orientale où des spécimens ont été trouvés entre Gipsy Hill (St Lucia) au nord et Port Shepstone au sud. Bien que cette espèce ait une aire de répartition relativement restreinte et qu'elle ait été décrite comme étant très rare, de nouvelles populations ont été découvertes récemment et l'habitat en eau profonde et l'inaccessibilité de cette espèce font qu'il est peu probable qu'elle soit menacée à l'heure actuelle. Elle est considérée comme étant de préoccupation mineure.

## Taxonomie

### Publication originale
L'espèce Conus alconnelli a été décrite pour la première fois en 1986 par le malacologiste américain António José da Motta (d) (1913-2003) dans la publication intitulée « Publicações Ocasionais da Sociedade Portuguesa de Malacologia »,.

### Synonymes
- Conus (Splinoconus) alconnelli da Motta, 1986 · appellation alternative
- Conus pennasilicorum Bozzetti, 2017 · non accepté
- Kioconus alconnelli (da Motta, 1986) · non accepté

## Identifiants taxonomiques
Chaque taxon catalogué par les bases de données biologiques et taxonomiques possède un identifiant qui permet d'établir un point de référence. Les identifiants de Conus alconnelli dans les principales bases sont les suivants :
BOLD : 596872 - CoL : XWV4 - GBIF : 6509898 - iNaturalist : 431819 - IRMNG : 11851690 - TAXREF : 155455 - UICN : 192868